# Богданов Микола Миколайович (машиніст)
Микола Миколайович Богданов (25 серпня 1944, місто Александров, тепер Владимирської області, Російська Федерація) — радянський діяч, машиніст локомотивного депо станції Александров Московської залізниці. Член ЦК КПРС у 1990—1991 роках.

## Життєпис
У 1964 році закінчив Московський технікум залізничного транспорту.
У 1964 році — помічник машиніста паровоза локомотивного депо станції Александров Владимирської області.
З 1964 по 1968 рік служив у Військово-морському флоті СРСР.
Член КПРС з 1968 року.
У 1968—1970 роках — помічник машиніста локомотивного депо станції Ленінград-Пасажирський-Московський Жовтневої (Октябрської) залізниці.
У 1970—1974 роках — помічник машиніста локомотивного депо станції Александров Московської залізниці Владимирської області.
З 1974 року — машиніст локомотивного депо станції Александров Московської залізниці.
Подальша доля невідома.